# سامرزویل (میزوری)
سامرزویل (به انگلیسی: Summersville) یک شهر در ایالات متحده آمریکا است که در میزوری واقع شده‌است. سامرزویل ۲٫۸۷ کیلومتر مربع مساحت و ۵۰۲ نفر جمعیت دارد و ۳۷۶ متر بالاتر از سطح دریا واقع شده‌است.